# Valsos (Chopin)

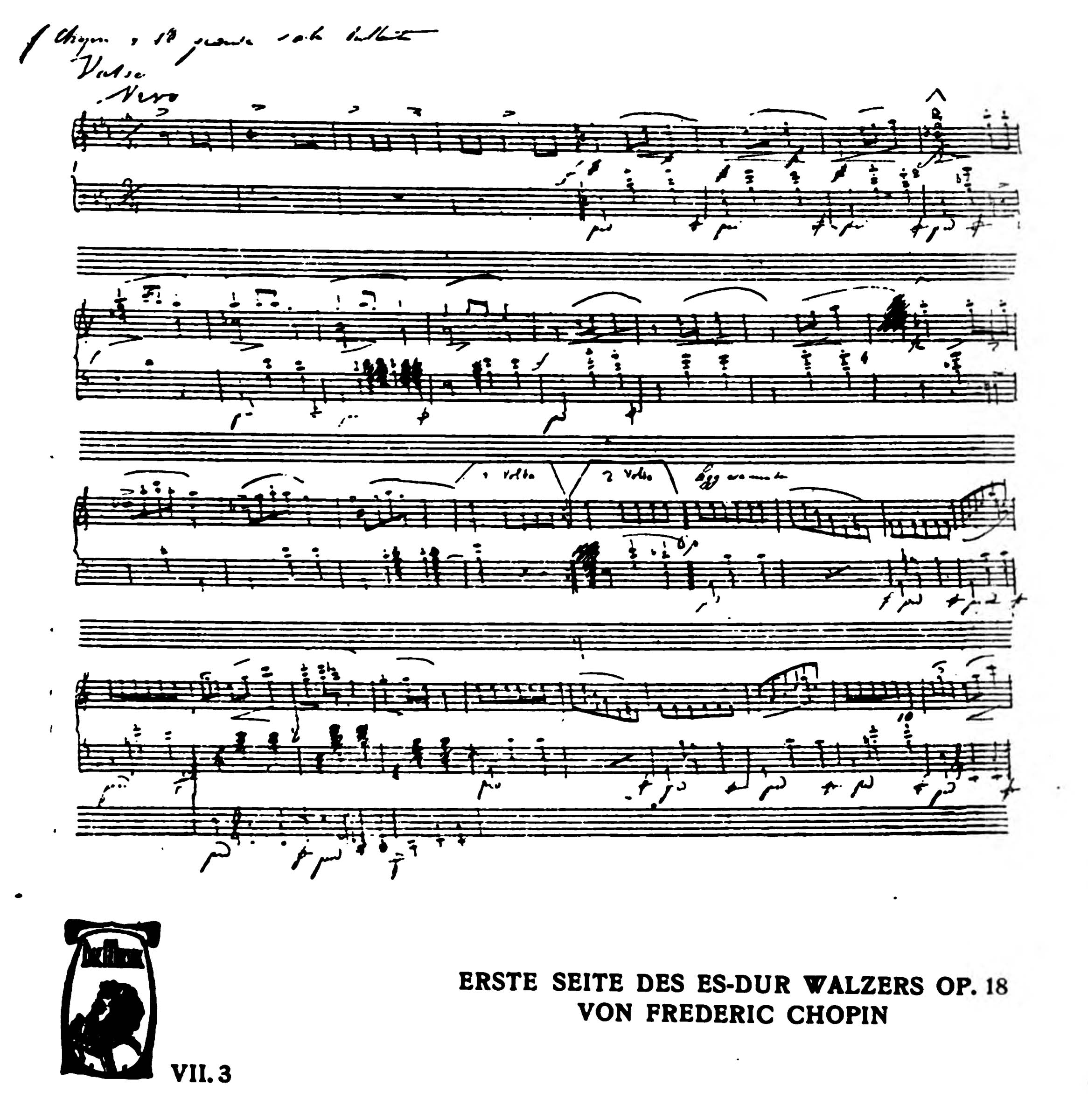
Primera pàgina del manuscrit del "Gran vals brillant, op. 18"

Els Valsos de Frédéric Chopin són peces d'una llargada moderada compostos en compàs de 3/4, fet habitual en un vals, però són notòriament diferents als valsos vienesos, ja que estan pensats per ser interpretats al piano i no per al ball. Chopin va començar a compondre els valsos en 1824, a l'edat de catorze anys, i va seguir component-ne fins a l'any de la seva mort, el 1849. El vals més famós és el Vals del minut, compost el 1847, que formà part dels Valsos op. 64, l'últim grup de valsos publicats. Alguns d'ells són accessibles per a pianistes d'habilitat moderada, però els més difícils requereixen una tècnica avançada. La Invitació a la dansa, de Carl Maria von Weber va servir com a model per a aquests valsos.
Alguns dels valsos comencen amb una breu introducció i després d'ella comença el veritable vals, amb el seu ritme definitori i amb una sèrie d'episodis contrastants. Al final, Chopin sol afegir una brillant coda, trencant així els models establerts. El ritme característic del vals està sempre present, però Chopin l'enriqueix amb la inclusió de síncopes o canvis de mètrica o tempo.

## Context històric
En la seva joventut, Chopin va realitzar dues visites a Viena: la primera, el 1829, va ser un èxit, la segona, entre 1830 i 1831, un autèntic desastre, però en aquesta ocasió el compositor va observar que el gust vienès estava en aquells dies dominat pels valsos de Johann Strauss (pare) i Joseph Lanner i, alhora, la barreja de brillantor i lirisme d'aquestes peces van calar en el seu ànim. Beethoven o Schubert van ser només dos dels molts autors que van escriure valsos per a piano sol, però els valsos de Chopin són únics pel sentiment que transcendeixen, unint l'esperit més públic de la dansa amb qualitats més introspectives, en una escriptura pianística més evocadora. Compostos tant per als salons com per a les sales de concerts o les sales de ball, transmeten reflexions molt personals a través d'una dansa molt de moda entre el públic.

## Catàleg dels valsos
Hi ha 36 peces que cal considerar en l'estudi dels valsos de Chopin. El compositor, en vida, només va publicar 8 valsos. D'altres 5, van ser publicats amb un número d'opus pòstum en la dècada següent a la seva mort. Posteriorment, se'n van publicar 7 més ja sense número d'opus. D'aquests, 2 valsos són de dubtosa procedència. Això porta a un total de 18 valsos.
Es podria també considerar una peça sense títol que té la mètrica de 3/4 i indicació de tempo sostenuto. Té les característiques d'un vals, per la qual cosa és freqüent (encara que no de manera universal) veure-l catalogat com a vals de Chopin.
Finalment, hi ha:
- 2 valsos en propietat privada i que no estan disponibles per als investigadors.
- 6 valsos que es creu que van ser destruïts.
- 3 valsos que es creu que estan perduts.
- 5 valsos dels quals hi ha prova documental però no s'ha trobat el manuscrit.

## Llista dels Valsos de Chopin
| Sèries number | Tonalitat                | Compost                          | Publicat    | Opus           | Brown   | Kobylańska | Chominski | Dedicat                                                        | Notes |
| ------------- | ------------------------ | -------------------------------- | ----------- | -------------- | ------- | ---------- | --------- | -------------------------------------------------------------- | --- |
| 1             | Mi bemoll major          | 1831–32                          | 1834 (juny) | Op. 18         | B.62    |            |           | Laura Horsford                                                 | Gran vals brillant; usat en Les sílfides |
| 2             | La bemoll major          | 1835                             | 1838        | Op. 34/1       | B.94    |            |           | Josefine von Thun-Hohenstein                                   | Els tres valsos opus 34 també van ser publicats com a Grans valsos brillants, però aquest títol generalment es fa servir per Gran vals brillant en mi bemoll major, op. 18.    |
| 3             | La menor                 | 1834                             | 1838        | Op. 34/2       | B.64    |            |           | Baronessa C. d'Ivry                                            | Els tres valsos opus 34 també van ser publicats com a Grans valsos brillants, però aquest títol generalment es fa servir per Gran vals brillant en mi bemoll major, op. 18.    |
| 4             | Fa major                 | 1838                             | 1838        | Op. 34/3       | B.118   |            |           | Mlle. A. d'Eichthal                                            | Els tres valsos opus 34 també van ser publicats com a Grans valsos brillants, però aquest títol generalment es fa servir per Gran vals brillant en mi bemoll major, op. 18.    |
| 5             | La bemoll major          | 1840                             | 1840        | Op. 42         | B.131   |            |           |                                                                | Gran vals; alguns cops anomenat el 2/4 vals perquè la melodia està en compàs de 2/4 en contrast amb el baix que està en 3/4 .                                                  |
| 6             | Mi bemoll major          | 1847                             | 1847        | Op. 64/1       | B.164/1 |            |           | Comtessa Delfina Potocka                                       | Valse du petit chien és el títol que Chopin donà en aquest vals, però és més conegut com a Vals del minut                                                                      |
| 7             | Do sostingut menor       | 1847                             | 1847        | Op. 64/2       | B.164/2 |            |           | Baronessa Nathaniel de Rothschild (= Charlotte de Rothschild)  | Usat a Les Sylphides i a la pel·lícula Secret |
| 8             | La bemoll major          | 1847                             | 1847        | Op. 64/3       | B.164/3 |            |           | Comtessa Katarzyna Branicka (o Bronicka)                       | |
| 9             | La bemoll major          | 1835 (24 de setembre)            | 1852        | Op. post. 69/1 | B.95    |            |           | Charlotte de Rothschild, Mme Peruzzi i Maria Wodzińska         | L'adieu |
| 10            | Si menor                 | 1829                             | 1852        | Op. post. 69/2 | B.35    |            |           | Wilhelm Kolberg                                                | |
| 11            | Sol bemoll major         | 1832                             | 1855        | Op. post. 70/1 | B.92    |            |           |                                                                | Usat a Les silfides |
| 12            | Fa menor/La bemoll major | 1841 (Juny)                      | 1855        | Op. post. 70/2 | B.138   |            |           | Marie de Krudner, Mme. Oury, Élise Gavard & Comtessa Esterházy | |
| 13            | Re bemoll major          | 1829 (3 d'octubre)               | 1855        | Op. post. 70/3 | B.40    |            |           |                                                                | |
| 14            | Mi menor                 | 1829 (? 1830–35)                 | 1868        | -              | B.56    | KK IVa/15  | P1/15     |                                                                | |
| 15            | Mi major                 | 1829–30                          | 1871–72     | -              | B.44    | KK IVa/12  | P1/12     |                                                                | |
| 16            | La bemoll major          | 1827–30                          | 1902        | -              | B.21    | KK IVa/13  | P1/13     | Emily Elsner                                                   | |
| 17            | Mi bemoll major          | 1827–30                          | 1902        | -              | B.46    | KK IVa/14  | P1/14     | Emily Elsner                                                   | Espuri |
| 18            | Mi bemoll major          | 1840                             | 1955        | -              | B.133   | KK IVb/10  |           | Émile Gaillard                                                 | Encapçalament "Sostenuto"; no sempre classificat com a vals |
| 19            | La menor                 | 1847–49                          | 1955, 1958  | -              | B.150   | KK IVb/11  | P2/11     |                                                                | Edició no impresa, publ. París 1955; ed. Jack Werner 1958 |
| 20            | Fa sostingut menor       | 1838 (?)                         | 1932        | -              |         | KK Ib/7    | A1/7      |                                                                | Vals melancòlic; espuri |
| -             | Do major                 | 1824 (?)                         | -           | -              |         | KK Vb/8    |           |                                                                | Perdut |
| -             | La menor                 | 1824                             | -           | -              | -       | KK Vf      |           | Comtessa Lubienska                                             | Perdut |
| -             | Do major                 | 1826                             | -           | -              |         | KK Vb/3    |           |                                                                | Manuscrit destruït. Existeix una còpia de la primera línia feta per la germana de Chopin, Ludwika.                                                                             |
| -             | La bemoll major          | 1827                             | -           | -              |         | KK Vb/4    |           |                                                                | Manuscrit destruït. Existeix una còpia de la primera línia feta per la germana de Chopin, Ludwika.                                                                             |
| -             | Re menor                 | 1828                             | -           | -              |         | KK Vb/6    |           |                                                                | La Partenza. Manuscrit destruït. Existeix una còpia de la primera línia feta per la germana de Chopin, Ludwika.                                                                |
| -             | La menor                 | 1829                             | -           | -              |         |            |           |                                                                | Descobert el 1937; estava en possessió de H. Hinterberger de Viena, però actualment es creu que està destruït                                                                  |
| -             | La menor                 | 1829 (?)                         | -           | -              | -       | -          |           |                                                                | Esbossos per a un breu preludi i tema principal |
| -             | La bemoll major          | 1829–30 (21 de desembre de 1830) | -           | -              |         | KK Vb/5    |           |                                                                | Esmentat en una carta de Chopin a la seva família (21 de desembre de 1830). Manuscrit destruït. Existeix una còpia de la primera línia feta per la germana de Chopin, Ludwika. |
| -             | Mi bemoll major          | 1829–30                          | -           | -              |         | KK Vb/7    |           |                                                                | Manuscrit destruït. Existeix una còpia de la primera línia feta per la germana de Chopin, Ludwika.                                                                             |
| -             | Do major                 | 1831                             | -           | -              |         |            |           |                                                                | Manuscrit destruït. Existeix una còpia de la primera línia feta per la germana de Chopin, Ludwika.                                                                             |
| -             | ?                        | 1845 (by)                        | -           | -              | -       | KK Ve/12   |           |                                                                | Esmentat en el diari de L. Niedźwiecki |
| -             | Si major                 | 1848 (12 d'octubre)              | -           | -              | B.166   | KK Va/3    |           | Mrs Erskine                                                    | Manuscrit en una col·lecció privada inaccessible. |
| -             | Si bemoll major          | 1849                             | -           | -              |         |            |           |                                                                | Descobert el 1952; en possessió de Arthur Hedley |
| -             | Mi bemoll major          | 1829-30                          | -           | -              |         | KK Vb/7    |           |                                                                | Esmentat en cartes de Breitkopf a Izabela Barcińska l'any 1878 |
| -             | ?                        | ?                                | -           | -              | -       | KK Ve/10   |           |                                                                | Apareix Llistat en un catàleg de subhasta a París, març de 1906 |
| -             | ?                        | ?                                | -           | -              | -       | KK Ve/11   |           |                                                                | Esmentat en cartes de Breitkopf a Izabela Barcińska l'any 1878 |
| -             | ?                        | ?                                | -           | -              | -       | KK Vf      |           |                                                                | Uns quants valsos; perduts |